# 西格丽德·安德斯
西格丽德·安德斯（德語：Sigrid Anders，1961年4月28日—），德国女子赛艇运动员。她曾代表东德参加世界赛艇锦标赛，获得二枚金牌和一枚铜牌。其中一枚金牌来自女子双人单桨无舵手项目，另一枚金牌则来自女子四人单桨有舵手项目。